# Bagley (Iowa)
Pour les articles homonymes, voir Bagley.
Bagley est une ville du comté de Guthrie, en Iowa, aux États-Unis. Elle est incorporée le 16 juin 1891.

## Source de la traduction
- (en) Cet article est partiellement ou en totalité issu de l’article de Wikipédia en anglais intitulé « Bagley, Iowa » (voir la liste des auteurs).